# Le "demi-vierges"
Les "demi-vierges" è un romanzo francese dello scrittore Marcel Prévost, pubblicato per la prima volta nel 1894.

## Trama
Maud de Rouvres è una ragazza della borghesia a cui piace giocare con gli uomini; all'innamorato Julien de Suberceaux - elegante ma senza fortuna - concede una certa intimità ma non la verginità, conservandola per il matrimonio con un marito ricco che ha intenzione di sposare, visto in Maxime de Chantel, altro suo innamorato. Ma Julien, per gelosia e per dispetto, fa andare a monte il matrimonio con Maxime, e Maud preferisce vendersi al banchiere Aaron. Julien si uccide.
Nel romanzo sono narrate diverse altre mezzevergini; c'è Jacqueline, sorella minore di Maud, che abilmente riesce a farsi sposare da Lestrange, impenitente corruttore di fanciulle; c'è Étiennette Duroy, giovanissima artista, tutta grazia, che riesce a salvare la sua reputazione; c'è Jeanne, sorella di Maxime, molto ingenua, che diverrà moglie del filosofo mondano Hector Le Tessier.
Il romanzo, anche per via dell'argomento scabroso per l'epoca, ebbe molta fortuna, e l'anno dopo, nel 1895, l'autore ne curò una riduzione teatrale.
Dal romanzo vennero tratti due film omonimi, nel 1924 da Armand Du Plessy, e nel 1936 da Pierre Caron; nel 1969 il regista Helmut Weiss girò invece La casa delle demi-vierges.
Il termine "demi-vierge" (semivergine) è rimasto nel linguaggio comune, per indicare una donna ancora vergine che tuttavia si presta ad attività erotiche e sessuali, senza però perdere la verginità anatomica, come può avvenire ad esempio nel petting, o nel sesso non penetrativo.

## Edizioni
- Marcel Prévost, Le "demi-vierges", Casa Edit. Baldini Castoldi e C., Milano, 1904.